# Deutscher Wissenschafter-Verband
Der Deutsche Wissenschafter-Verband (DWV) ist ein Dachverband für studentische Korporationen. Er wurde am 14. Mai 1910 in Kassel aus sieben fachwissenschaftlichen Verbänden mit insgesamt 82 Vereinen zusammengeschlossen. 2010 stellte die letzte seiner Verbindungen den aktiven Betrieb ein.

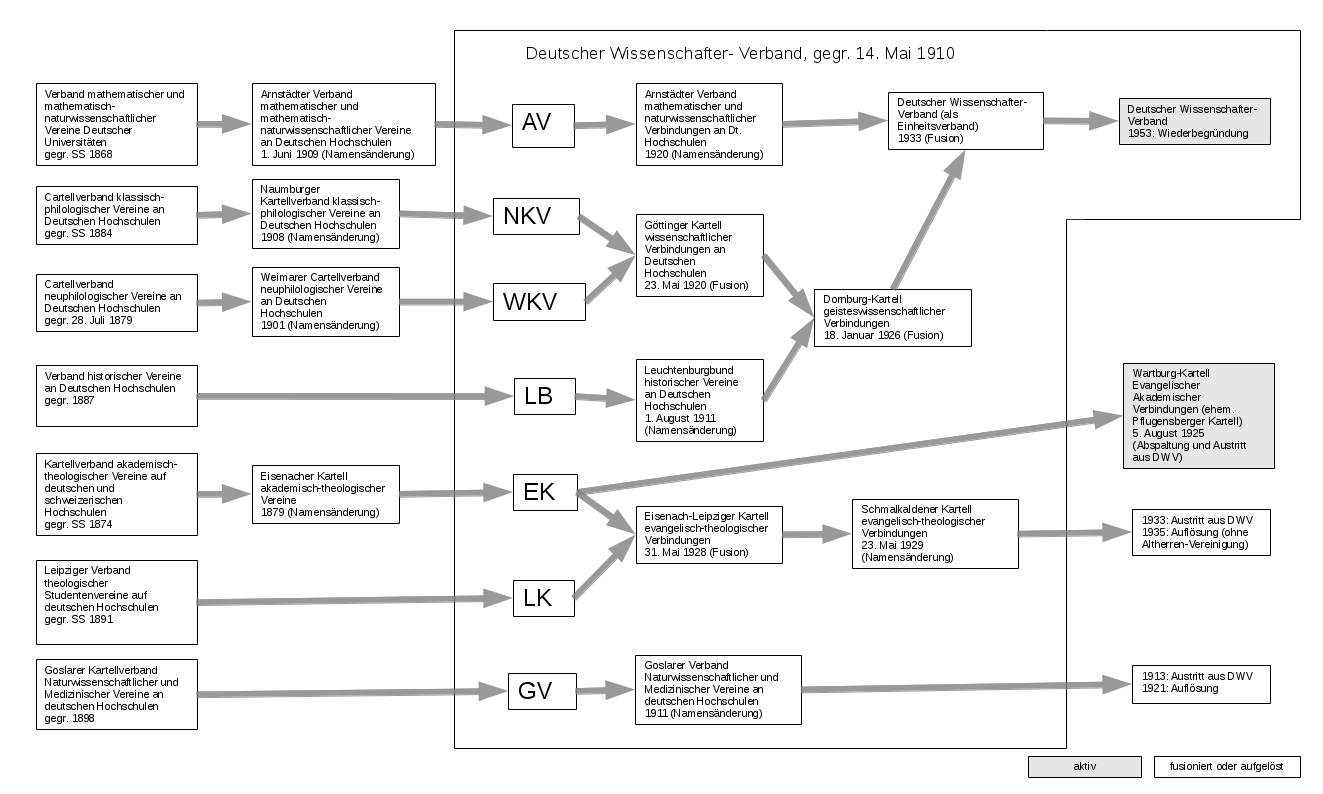
Entwicklung des Deutschen Wissenschafter-Verbands und seiner Mitgliedskartelle

## Zur Geschichte des DWV
Im Jahr 1910 schlossen sich sieben fachwissenschaftliche Kartelle bzw. Verbände zum DWV zusammen: Arnstädter Verband, Eisenacher Kartell, Naumburger Kartellverband, Weimarer Kartellverband, Goslarer Kartellverband, Leipziger Verband und Leuchtenburgbund. Die Zeit zwischen den Weltkriegen war von inneren Spannungen in der Couleur- und Mensurfrage geprägt. Schließlich wurde das Tragen von Couleur freigestellt und das studentische Fechten verworfen. Nach weiteren Fusionen der Mitgliedskartelle und auch Austritten wurde 1933 der DWV als Einheitsverband gebildet. 1935 musste der DWV auf Druck von Albert Derichsweiler, dem damaligen Bundesführer des NSDStB, aufgelöst werden.
1953 wurde in Marburg die Wiedergründung beschlossen. Die Verbindungen waren nun überwiegend allgemeinwissenschaftlich ausgerichtet, die fachwissenschaftlichen Kartelle wurden nicht rekonstituiert. Im Jahr 1960 trat der DWV dem Arbeits- und Freundschaftsabkommen zwischen dem Schwarzburgbund (SB) und dem sechs Jahre später aufgelösten Deutschen Burschen-Ring (DBR) bei. Seit 1977 nahmen die DWV-Verbindungen nach eigener Maßgabe auch Studentinnen auf. Aktuell besteht der Verband nur noch aus Altherrenschaften ohne aktive Studentinnen und Studenten.
Als Verbandsblatt wurden die Mitteilungen aus dem Deutschen Wissenschafter-Verband herausgegeben.

## Mitgliedskartelle

### Der Arnstädter Verband (AV)
Das wichtigste Gründungskartell war der 1868 entstandene Arnstädter Verband mathematischer und naturwissenschaftlicher Vereine.

### Das Eisenacher Kartell (EK)

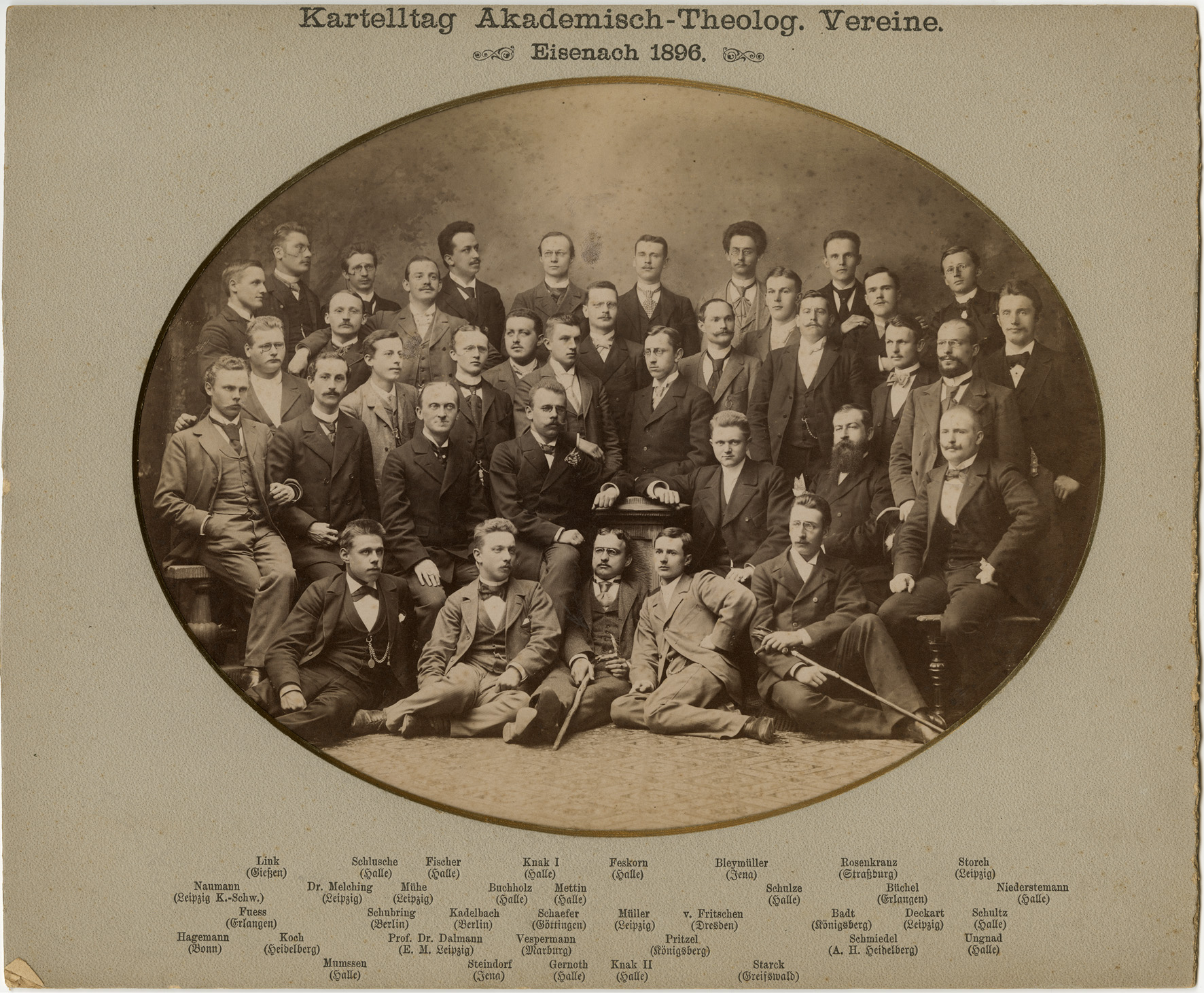
Kartelltag in Eisenach 1896

Im Sommer-Semester 1874 schlossen sich mehrere seit den 1840er Jahren entstandene theologische Vereine zum Kartellverband akademisch-theologischer Vereine auf deutschen und schweizerischen Hochschulen zusammen. 1897 nahm der Verband den Namen Eisenacher Kartell akademisch-theologischer Vereine an. Die Mitgliedsvereine, die keine Farben trugen, trafen sich alle zwei Jahre in Eisenach zum Kartelltag. Als Verbandsblatt wurde die Zeitschrift Theologische Blätter herausgegeben. Im August 1925 traten vier Vereine aus und gründeten das Pflugensberger Kartell, das sich ein Jahr später in Wartburg-Kartell umbenannte. Am 31. Mai 1928 fusionierte das Eisenacher Kartell mit dem Leipziger Kartell zum späteren Schmalkaldener Kartell.
Mitgliedsverbindungen:
- Akademisch-theologischer Verein Berlin
- Evangelisch-theologische Verbindung Rheinmark Bonn (auch im LK)
- Wissenschaftliche theologische Verbindung Wartburg Breslau
- Akademisch-theologischer Verein Gießen
- Akademisch-theologischer Verein Göttingen[A 1]
- Akademisch-theologischer Verein Göttingen
- Akademisch-theologischer Verein Greifswald
- Akademisch-theologische Verbindung Vartburgia Halle
- Akademisch Theologische Verbindung Wartburg zu Heidelberg
- Akademisch-theologischer Verein Jena
- Akademisch-theologischer Verein Königsberg
- Akademisch-theologischer Verein Vitemberga Leipzig
- Wartburgbund der Theologen Münster (auch im LK)
- Akademisch-theologische Verbindung Wartburg Tübingen
- Akademisch-theologische Verbindung Collegium Straßburg
- bis 1885 bzw. 1887 gehörten ihm auch Vereine in Bern und Zürich an

### Das Göttinger Kartell (GK)
Am 23. Mai 1920 verschmolzen NKV und der WKV zu dem nach seinem Gründungsort benannten Göttinger Kartell wissenschaftlicher Verbindungen an deutschen Hochschulen (GK). Das GK war ein Korporationsverband nicht-farbentragender Studentenverbindungen und verschmolz am 18. Januar 1926 mit dem LB zum Dornburg-Kartell, welches sich am 9. Juni 1933 auflöste. Die Verbindungen wurden direkte Mitglieder des DWV.
Mitgliedsverbindungen:
- Akademisch-Philologischer Verein Berlin
- Philologischer Verein Bonn
- Philologischer Verein Breslau
- Deutsche Wissenschafts-Verbindung Hohenstaufen Breslau (auch im LB)
- Wissenschaftliche Verbindung Chattia Frankfurt (bis 1922)
- Philologisch-Historischer Verein Freiburg
- Philologisch-Historischer Verein Göttingen
- Wissenschaftliche Verbindung Baltia Greifswald
- Klassisch-Philologische Verbindung Palatia Halle (Austritt 1925; Rekonstitution als RSC-Corps Palatia Halle)
- Philologische Verbindung Cimbria Hamburg
- Philologisch-Historische Verbindung Cimbria Heidelberg
- Klassisch-Historische Verbindung Hermunduria Jena (bis 1922)
- Philologische Verbindung Kiel
- Klassisch-Philologischer Verein Leipzig
- Wissenschaftliche Verbindung Rheinfranken Marburg (bis 1922)
- Wissenschaftliche Verbindung Hercynia Marburg (1921 in Wissenschaftlicher Verbindung Rheinfranken aufgegangen)
- Philologisch-Historischer Verein München[A 2]

#### Naumburger Kartellverband (NKV)
Der Naumburger Kartellverband philologisch-historischer Vereine an deutschen Hochschulen war im Sommer-Semester 1884 aus seit den 1870er Jahren bestehenden Sonderkartellen altphilologischer Fachvereine entstanden als Cartellverband klassisch-philologischer, später philologisch-historischer Vereine und hatte 1908 den Namen des Tagungsortes Naumburg angenommen. Im Jahr 1913 (Stand 1. April) umfasste der NKV 1315 Alte Herren und 108 Ehrenmitglieder, darunter mit Gabriele von Wartensleben auch eine Frau. 1920 verschmolz der NKV mit dem WKV zum GK.
Mitgliedsverbindungen:
- Philologischer Verein Berlin
- Philologischer Verein Bonn
- Philologischer Verein Breslau
- Philologisch-Historischer Verein Freiburg (gegr. 1909)
- Philologisch-Historische Verbindung Gießen (seit 1920 Phil.-Hist. Verbindung Gotia Gießen)
- Philologisch-Historischer Verein Göttingen
- Klassisch-Philologischer Verein Halle (gegr. 1877, seit WS 1889/90 im NKV, seit 1910 Klass.-Phil. Verbindung Palatia, 1914 vertagt)
- Philologisch-Historische Verbindung Heidelberg
- Klassisch-Philologischer Verein Jena (ab 1912 Klassisch-Historische Verbindung Hermunduria Jena)
- Klassisch-Philologischer Verein Leipzig
- Philologisch-Historischer Verein Marburg (ab 1917 Wissenschaftliche Verbindung Hercynia Marburg)
- Philologisch-Historischer Verein München
- Philologisch-Historischer Verein Straßburg

#### Weimarer Kartellverband (WKV)
Der Weimarer Kartellverband Philologischer Verbindungen an deutschen Hochschulen war am 28. Juli 1879 als Cartellverband neuphilologischer Vereine an deutschen Hochschulen durch die Cartellvereine Straßburg, Berlin, Leipzig, Gießen und Münster gegründet worden. Der Vorort des Verbandes sollte semesterweise ein Cartellverein führen. Ende des SS 1885 war der Verband auf 16 Vereine angewachsen. Diese Höchstzahl sollte er niemals wieder erreichen. Mit Kartell-Beschluss vom 15. Januar 1890 wurde die Mitgliedschaft in anderen örtlichen Verbindungen für Angehörige der Kartellverbindungen untersagt. Damit wandelte sich die neuphilologischen Vereine endgültig zu eigenständigen Korporationen. Seit 1893 gab der Cartellverband mit den Neuphilologischen Blättern (umgangssprachlich „Blaue Blätter“; Verlag Aug. Hoffmann Leipzig) seine eigene Verbandszeitschrift heraus. Dem Verein deutscher Lehrer in England trat der WKV in corpore bei.
1901 benannte sich der Kartellverband nach seinen Namen nach seinem Tagungsorte Weimar. Seit 1912 forderte der WKV von seinen Kartellverbindungen die unbedingte Satisfaktion. Vor Kriegsausbruch 1914 zählte der WKV ca. 1700 Alte Herren.
1920 verschmolz der WKV mit dem NKV zum Göttinger Kartell (GK).
Mitgliedsverbindungen:
- Akademisch-Neuphilologischer Verein Berlin (gegr. 1874, seit 1914 Neuphilologische Verbindung Brandenburgia)
- Akademisch-Neuphilologischer Verein Bonn (gegr. 1882, seit 1910 Akademisch-Neuphilologische Verbindung Nassovia)
- Akademisch-Neuphilologischer Verein Breslau (gegr. 1880, seit 1911 Neuphilologische Verbindung Breslau)
- Philologische Verbindung Chattia Frankfurt am Main (gegr. 1913)
- Akademisch-Neuphilologischer Verein Gießen (in den 1890ern dem Phil.-Hist. Verein Gießen angeschlossen)
- Neuphilologischer Verein Normannia Gießen (gegr. 1902 als Abspaltung des Phil.-Hist. Vereins, 1904 „Normannia“, später vertagt)
- Akademisch-Neuphilologischer Verein Göttingen (gegr. 1875, seit 1912 Neuphilologische Verbindung Normannia Göttingen)
- Akademisch-Neuphilologischer Verein Greifswald (gegr. 1876, seit 1909 Neuphilologische Verbindung Greifswald)
- Akademisch-Neuphilologischer Verein Halle (gegr. 1880, seit 1903 A. N. V. Frankonia, seit 1909 Philologische Verbindung Frankonia)
- Akademisch-Neuphilologischer Verein Heidelberg (1904 aus dem WKV ausgetreten, 1907 Landsmannschaft Cheruskia Heidelberg)
- Akademisch-Neuphilologischer Verein Jena (im SS 1886 vertagt)
- Akademisch-Neuphilologischer Verein Kiel
- Akademisch-Neuphilologischer Verein Königsberg
- Akademisch-Neuphilologischer Verein Leipzig[4] (gegr. 1878, seit 1908 Akademisch-Neuphilologische Verbindung Leipzig)
- Akademisch-Neuphilologischer Verein Marburg (gegr. 1880, seit 1908 Akademisch-Philologischer Verein Marburg)
- Akademisch-Neuphilologischer Verein München (gegr. 1876)
- Akademisch-Neuphilologischer Verein Münster (gegr. 1877, seit 1909 Philologische Verbindung Guestphalia)
- Akademisch-Neuphilologischer Verein Straßburg

### Goslarer Verband (GV)
Der im Jahr 1895 gegründete Cartell-Verband Naturwissenschaftlicher und Medizinischer Vereine an Deutschen Hochschulen benannte sich 1898 in Goslarer Kartellverband naturwissenschaftlicher und medizinischer Vereine an deutschen Hochschulen um. Kurz nach seinem Eintritt in den DWV änderte er 1911 seinen Namen in Goslarer Verband naturwissenschaftlicher und medizinischer Vereine an deutschen Hochschulen, trat allerdings schon 1913 wieder aus dem DWV aus. 1921 löste sich der Goslarer Verband auf.
Mitgliedsverbindungen:
- Medizinisch-Naturwissenschaftlicher Verein Berlin[A 3]
- Medizinischer Verein Cheruskia Frankfurt
- Gotia Freiburg
- Naturwissenschaftlicher Verein Gießen
- Naturwissenschaftlich-Medizinischer Verein Göttingen[A 4]
- Medizinischer Verein Greifswald
- Medizinischer Verein Halle (gegr. 1869, seit 1911 im GV, um 1924 vertagt, Altherrenverein 1931 zum Corps Palatia Halle)
- Naturwissenschaftlich-Technischer Verein Hannover
- Medizinisch-Naturwissenschaftlicher Verein Jena
- Medizinisch-Naturwissenschaftlicher Verein Königsberg
- Naturwissenschaftlich-Medizinischer Verein Leipzig
- Naturwissenschaftlich-Medizinischer Verein Marburg
- Naturwissenschaftlich-Medizinischer Verein München
- Naturwissenschaftlich-Medizinischer Verein Münster

### Das Leipziger Kartell (LK)
Im Sommer-Semester 1891 schlossen sich neun theologische Vereine zum Leipziger Verband theologischer Studentenvereine auf deutschen Hochschulen zusammen. Am 4. August 1919 benannte sich der Verband in Leipziger Kartell theologischer Studentenvereine an deutschen Hochschulen um. Die Mitgliedsvereine, die keine Farben trugen, trafen sich alle zwei Jahre zum Kartelltag. Als Verbandsblatt wurden die Nachrichten des Verbandes theologischer Studentenvereine auf deutschen Hochschulen bzw. die Nachrichten des Leipziger Kartells theologischer Studentenvereine herausgegeben. Am 31. Mai 1928 fusionierte das Leipziger Kartell mit dem Eisenacher Kartell zum späteren Schmalkaldener Kartell.
Mitgliedsverbindungen:
- Theologischer Studenten-Verein Berlin
- Evangelisch-theologische Verbindung Rheinmark Bonn (auch im EK)
- Neuer evangelisch-theologischer Studenten-Verein Breslau
- Theologischer Studenten-Verein Erlangen
- Theologische Verbindung Concordia Göttingen
- Theologische Gesellschaft Greifswald
- Theologische Verbindung Halle
- Theologischer Studenten-Verein Leipzig
- Theologischer Studenten-Verein Marburg
- Wartburgbund evangelischer Theologen Münster (auch im EK)
- Theologischer Studenten-Verein Rostock
- Evangelisch-theologischer Studenten-Verein Wittenberg Tübingen
- Das LK hatte ein loses Verhältnis zum Theologischen Studenten-Verein Dorpat

### Der Leuchtenburgbund (LB)
Der Leuchtenburgbund historischer und staatswissenschaftlicher Verbindungen an deutschen Hochschulen ging aus dem 1887 gegründeten Verband historischer Vereine an deutschen Hochschulen, der aber erst allmählich korporativere Form annahm und sich am 1. Juni 1890 erneuerte. Am 1. August 1911 nahm er den Namen Leuchtenburgbund an und erweiterte sich 1921 zum Verbande Historischer und Staatswissenschaftlicher Verbindungen. Ihm gehörten nur nicht-farbentragende Verbindungen an. Am 18. Januar 1926 schloss sich der Leuchtenburgbund mit dem Göttinger Kartell zum Dornburg-Kartell zusammen, das 1933 im DWV aufging. Als Verbandsblatt wurden die Leuchtenburg-Bund-Mitteilungen herausgegeben. Die Verbandstage fanden jährlich zu Pfingsten auf der Leuchtenburg bei Kahla statt.
Mitgliedsverbindungen:
- Historisch Staatswissenschaftliche Verbindung Berlin
- Akademisch Historischer Verein Bonn
- Deutsche Wissenschafts-Verbindung Hohenstaufen Breslau (auch im AV & GK)
- Rechts- und Staatswissenschaftlicher Verein Rhenania Frankfurt a. M.
- Akademisch Historischer Verein Göttingen
- Akademisch Historischer Verein Halle
- Akademischer Verein für Geschichte und Erdkunde Kiel
- Historisch Geographische Verbindung Königsberg
- Geschichts- und Staatswissenschaftliche Verbindung Roter Löwe Leipzig
- Akademisch Juristischer Verein München
- zeitweilig gehörten ihm auch Vereine in Graz, Wien, Prag und Innsbruck an

## Mitgliedsverbindungen
Neben den Mitgliedskartellen wurden seit 1914 auch Einzelverbindungen in den DWV aufgenommen.
- Mathematisch-Naturwissenschaftlicher Verein Berlin (1987 vertagt)
- Burschenschaft Cheruskia Bonn (1999 ausgetreten)
- Wissenschaftliche Verbindung Vandalia Greifswald zu Bonn (2009 vertagt)
- Mathematisch-Naturwissenschaftliche Verbindung Gothia Frankfurt am Main (2011 aufgelöst)
- Akademisch-Wissenschaftliche Verbindung Thuringia-Bursa Hamburg (1998 vertagt)
- Wissenschaftliche Verbindung Masuria Leipzig zu Heidelberg (2008 vertagt)
- Akademisch-Pädagogische Verbindung Chattia Jena (nach 1945 nicht wiederbegründet)
- Evangelisch-lutherischer Studentenverein Philadelphia Leipzig (1931 ausgetreten)
- Akademischer Richard-Wagner-Verein Leipzig (nach 1945 nicht wiederbegründet)
- Wissenschaftliche Verbindung Palladia München (1970 ausgetreten)
- Wissenschaftliche Verbindung Rheno-Chattia Münster (1969 vertagt)
- Freie Verbindung Rostochensia-Vendalia Rostock (2010 vertagt)
- Studentenbund Occidentia Siegen (2005 vertagt)

## Persönlichkeiten
- Hermann Breymann, Professor für romanische Philologie an der Universität München (ANV München)
- Georg Cantor, Mathematiker und Begründer der Mengenlehre (MNV Berlin)
- Günter Deckert, Philologe, Oberstudienrat, NPD-Politiker (WV Cimbria Heidelberg)
- Erich Dagobert von Drygalski, Polarforscher (MNV Marsia Bonn)
- Werner Elert, lutherischer Theologe und Professor für Kirchengeschichte und Systematische Theologie an der Universität Erlangen (Philadelphia Leipzig)
- Felix Klein, Mathematiker (MNV Marsia Bonn)
- Hans-Ulrich Klose, CDU-Politiker NRW (AV Cheruscia Köln)
- Max von Laue, Physiker und Nobelpreisträger (MNV Berlin)
- August Ritter von Loehr, Numismatiker, Geldhistoriker und Hochschullehrer (WV Cimbria Heidelberg)
- Hermann Maas, Pfarrer und Pionier des christlich-jüdischen Dialogs, Gerechter unter den Völkern (ATV Wartburg Heidelberg)
- Friedrich Nietzsche, Philosoph (Klassisch-Philologischer Verein Leipzig)
- Dietrich Oldenburg, Präsident der Landesarbeitsamtes Hessen (WV Hohenstaufen Königsberg zu Marburg)
- Carl Paul, Direktor des Leipziger Missionswerks und Honorarprofessor für neuere Missionsgeschichte und Missionskunde an der Universität Leipzig (Philadelphia-Leipzig)
- Anton Reus, Bürgermeister und Landrat (Akademisch Juristischer Verein München)
- Arthur Schoenflies, Mathematiker (MNV Göttingen)
- Aennchen Schumacher, „Die Lindenwirtin“ (WV Arkadia Bonn, B! Baldur Köln)
- Walter Wallmann, CDU-Politiker Hessen (WV Hohenstaufen Königsberg zu Marburg)
- Alfred Wegener, Meteorologe, Polar- und Geowissenschaftler (MNV Albingia Berlin)
- Joseph Wirth, Reichskanzler (WV Makaria Freiburg)